# Атамантия яфетская
Атамантия яфетская (Athamanthia athamantis) — центрально-азиатский вид дневных бабочек из семейства голубянок.

## Этимология
Яфет (древнетюркская мифология) — культурный герой, предок Огуз-Хана, которому он передал магический камень Яда, с помощью которого можно вызвать или прекратить непогоду.

## Описание
Длина переднего крыла 11 — 13 мм.

## Ареал
Восточный Азербайджан, Северный и Центральный Казахстан, Узбекистан. Встречается на юге Оренбургской области России (подвид Athamantia japhetica irgiza Nekrutenko, 1985), также возможно нахождение номинативного подвида на юге Дагестана.
Бабочки населяют поросшие кустарником сухие степные склоны и холмы до высоты 400 м, кустарниковые полупустыни, плоские степные участки с присутствием кормового растения гусениц. Редко вид может быть встречаться по склонам холмов или меловых гряд. Бабочки избегают увлажнённых и разнотравных участков по стокам и оврагам образованных пересыхающими ручьями и водными потоками. На Восточном Кавказе бабочки населяют сильно засушливые горные склоны с редкими кустиками курчавки, овраги, поросшие солянками, крушиной Палласа, курчавкой, пузырником и многочисленными травянистыми астрагалами.

## Биология
Развивается в одном поколении за год. Время лёта со второй декады мая до середины июля. Появление самок отмечается спустя неделю после выхода из куколок первых самцов. Бабочки часто присаживаются на сухие веточки и листья различных растений, во время полёта «сливаются» с цветом грунта благодаря своей окраске. Самцы проявляют территориальное поведение и защищают отдельные кусты курчавки. Самки откладывают яйца поодиночке на стволы курчавки. Яйца зимуют. Гусеницы появляются вместе с распусканием первых листьев. Кормовое растение гусениц — курчавка (Atraphaxis spinosa). Кормятся наиболее молодыми листьями. На ночь спускаются по побегу вниз и ночуют на нижней поверхности листьев. Окукливаются на поверхности почвы. Стадия куколки длится около двух недель.